# Avtobusna postaja Krško
Avtobusna postaja Krško je glavna  avtobusna postaja v  Občini Krško. Nahaja se na Kolodvorski ulici 5 nasproti glavne železniške postaje.V stavbi avtobusne postaje je izpostava medkrajevnega prevoza Nomago.